# South Sudan Oyee!
South Sudan Oyee! (englisch etwa „Südsudan, Hurra!“) ist die Nationalhymne des Südsudan, der am 9. Juli 2011 unabhängig wurde. Die Nationalhymne darf, auf Grundlage einer Entscheidung von Staatspräsident Salva Kiir im Juli 2019, nur gespielt werden, wenn der Staatspräsident anwesend ist.

## Geschichte
Noch vor der Unabhängigkeit wurde von der Regierung ein achtköpfiges Komitee bestimmt, welches die neue Nationalhymne auswählen sollte. Es wurde ein Wettbewerb ausgeschrieben, mit Vorgaben zum Inhalt des Textes. Dieser sollte unter anderem auf die Menschen und die Ressourcen des Südsudan und auf den Unabhängigkeitskrieg verweisen. Aus 49 Einsendungen wählte das Gremium im September 2010 zehn Texte aus, die als Nationalhymne in Frage kamen, diese wurden dann zu zwei Textvarianten zusammengefasst. Das Politbüro der SPLM bestimmte schließlich eine davon zur künftigen Nationalhymne.
Die Musik dazu wurde im Rahmen eines Wettbewerbes ermittelt, aus dem der Musikdozent Addison Arkangelo, Mido Samuel und ein weiterer Kollege von der Universität Juba als Sieger hervorgingen. Sie wählten bewusst eine fröhliche Melodie, die sich von der sudanesischen Nationalhymne abheben soll.
Ursprünglich war Land of Cush („Land Kusch“) als Titel vorgesehen. Der Name „Kusch“ bezog sich auf das antike, in der Bibel erwähnte Reich von Kusch, der Begriff Garten Eden ist ebenfalls biblischen Ursprungs. Im Februar 2011 wurde der bereits verbreitete Text der Hymne noch einmal abgewandelt und die Begriffe Cush und Eden durch den mittlerweile festgelegten neuen Staatsnamen South Sudan ersetzt.

## Englischer Originaltext
Oh God

We praise and glorify you

For your grace on South Sudan,

Land of great abundance

Uphold us united in peace and harmony.

Oh motherland

We rise raising flag with the guiding star

And sing songs of freedom with joy,

For justice, liberty and prosperity

Shall forever more reign.

Oh great patriots

Let us stand up in silence and respect,

Saluting our martyrs whose blood

Cemented our national foundation,

We vow to protect our nation

Oh God bless South Sudan.

## Deutsche Übersetzung
Oh Gott,

wir loben und preisen dich

für deine Gnade gegenüber Südsudan,

Land der großen Fülle,

erhalte uns vereint in Frieden und Harmonie.

Oh Mutterland!

Wir erheben uns, die Flagge mit dem führenden Stern hissend

und singen Freiheitslieder mit Freude.

Gerechtigkeit, Freiheit und Wohlstand

sollen für immer herrschen.

Oh große Patrioten,

stehen wir auf in Ruhe und Achtung,

ein Hoch auf unsere Märtyrer, deren Blut

das Fundament unserer Nation zementierte,

wir schwören, unsere Nation zu schützen.

Oh Gott, segne Südsudan.